# Exotic Tour (Summer Tour ’94)
Exotic Tour (Summer Tour '94) – dwunasta trasa koncertowa zespołu muzycznego Depeche Mode, w jej trakcie odbyły się sześćdziesiąt trzy koncerty.

## Lista utworów
| Afryka / Australia / Azja / Południowa Ameryka 1. "Rush" 2. "Halo" 3. "Behind the Wheel" 4. "Everything Counts" 5. "World in My Eyes" 6. "Walking in My Shoes" 7. "Stripped" 8. "Condemnation" wokalu użycza Martin Gore 9. wokalu użycza Martin Gore - "Judas" - "A Question of Lust" - "Waiting for the Night" - "One Caress" 10. wokalu użycza Martin Gore - "I Want You Now" - "One Caress" - "Somebody" 11. "In Your Room" 12. "Never Let Me Down Again" 13. "I Feel You" 14. "Personal Jesus" 15. wokalu użycza Martin Gore - "Somebody" - "Fly on the Windscreen" 16. "Enjoy the Silence" 17. - "Policy of Truth" - "Clean" 18. "A Question of Time" | Ameryka Północna 1. "Rush" 2. "Halo" 3. "Behind the Wheel" 4. "Everything Counts" 5. "World in My Eyes" 6. "Walking in My Shoes" 7. "Stripped" 8. "Condemnation" wokalu użycza Martin Gore 9. "I Want You Now" wokalu użycza Martin Gore 10. "In Your Room" 11. "Never Let Me Down Again" 12. "I Feel You" 13. "Personal Jesus" 14. "Somebody" 15. "Enjoy the Silence" 16. "A Question of Time" |

## Koncerty
1. 9 lutego 1994 – Johannesburg (RPA) – Standard Bank
2. 11 lutego 1994 – Johannesburg (RPA) – Standard Bank
3. 12 lutego 1994 – Johannesburg (RPA) – Standard Bank
4. 14 lutego 1994 – Johannesburg (RPA) – Standard Bank
5. 15 lutego 1994 – Johannesburg (RPA) – Standard Bank
6. 18 lutego 1994 – Kapsztad (RPA) – Good Hope Centre
7. 19 lutego 1994 – Kapsztad (RPA) – Good Hope Centre
8. 22 lutego 1994 – Durban (RPA) – Expo Centre
9. 23 lutego 1994 – Durban (RPA) – Expo Centre
10. 25 lutego 1994 – Johannesburg (RPA) – Standard Bank
11. 26 lutego 1994 – Johannesburg (RPA) – Standard Bank
12. 1 marca 1994 – Singapur (Singapur) – Indoor Stadium
13. 5 marca 1994 – Perth (Australia) – Entertainment Centre
14. 7 marca 1994 – Adelaide (Australia) – Theabarton Centre
15. 8 marca 1994 – Melbourne (Australia) – Tennis Centre
16. 10 marca 1994 – Brisbane (Australia) – Festival Hall
17. 12 marca 1994 – Sydney (Australia) – Entertainment Centre
18. 16 marca 1994 – Hongkong (Hongkong) – Open Air Stadium
19. 18 marca 1994 – Manila (Filipiny) – Folk Arts Theatre
20. 19 marca 1994 – Manila (Filipiny) – Folk Arts Theatre
21. 25 marca 1994 – Honolulu (USA) – Blaisdell Arena
22. 26 marca 1994 – Honolulu (USA) – Blaisdell Arena
23. 4 kwietnia 1994 – São Paulo (Brazylia) – Olympia
24. 5 kwietnia 1994 – São Paulo (Brazylia) – Olympia
25. 8 kwietnia 1994 – Buenos Aires (Argentyna) – Sarsfield Stadium
26. 10 kwietnia 1994 – Santiago (Chile) – Complejo Estadio Nacional
27. 14 kwietnia 1994 – San José (Kostaryka) – Gymnasio Nacional
28. 16 kwietnia 1994 – Monterrey (Meksyk) – Teatro Fundidora
29. 12 maja 1994 – Sacramento (USA) – Cal Expo Amphiteatre
30. 14 maja 1994 – San Francisco (USA) – Shoreline Amphiteatre
31. 15 maja 1994 – Concord (USA) – Concord Amphiteatre
32. 17 maja 1994 – Las Vegas (USA) – Alladin Theatre
33. 18 maja 1994 – Phoenix (USA) – Desert Sky Amphiteatre
34. 20 maja 1994 – Laguna Hills (USA) – Irvine Meadows Amphiteatre
35. 21 maja 1994 – San Bernardino (USA) – Blockbuster Pavillion
36. 24 maja 1994 – Salt Lake City (USA) – Park West Amphiteatre
37. 26 maja 1994 – Denver (USA) – Fiddler’s Green Amphiteatre
38. 28 maja 1994 – Kansas City (USA) – Sandstone Amphiteatre
39. 29 maja 1994 – St. Louis (USA) – Riverport Amphiteatre
40. 31 maja 1994 – San Antonio (USA) – Civic Centre Arena
41. 1 czerwca 1994 – Houston (USA) – Woods Mitchell Pavillion
42. 3 czerwca 1994 – Dallas (USA) – Starplex Amphiteatre
43. 5 czerwca 1994 – Biloxi (USA) – Mississippi Coast Coliseum
44. 8 czerwca 1994 – Charlotte (USA) – The Palladium at Carowinds
45. 9 czerwca 1994 – Atlanta (USA) – Lakewood Amphiteatre
46. 11 czerwca 1994 – Chicago (USA) – World Music Theatre
47. 12 czerwca 1994 – Cleveland (USA) – Blossom Music Centre
48. 14 czerwca 1994 – Columbia (USA) – Merriweather Post Pavillion
49. 16 czerwca 1994 – Wantaugh (USA) – Jones Beach Amphiteatre
50. 17 czerwca 1994 – Wantaugh (USA) – Jones Beach Amphiteatre
51. 20 czerwca 1994 – Toronto (Kanada) – Kingswood
52. 21 czerwca 1994 – Montreal (Kanada) – Montreal Forum
53. 23 czerwca 1994 – Boston (USA) – Great Wood P. A. C.
54. 24 czerwca 1994 – Holmdel (USA) – Garden State Arts Centre
55. 26 czerwca 1994 – Saratoga Springs (USA) – Saratoga P. A. C.
56. 28 czerwca 1994 – Filadelfia (USA) – The Spectrum
57. 29 czerwca 1994 – Pittsburgh (USA) – Star Lake Amphiteatre
58. 1 lipca 1994 – Columbus (USA) – Polaris Amphiteatre
59. 3 lipca 1994 – Detroit (USA) – Pine Knob Music Theatre
60. 4 lipca 1994 – Detroit (USA) – Pine Knob Music Theatre
61. 6 lipca 1994 – Cincinnati (USA) – Riverbend Music Centre
62. 7 lipca 1994 – Milwaukee (USA) – Marcus Amphiteatre
63. 8 lipca 1994 – Indianapolis (USA) – Deer Creek Music Centre